# New Canaan
New Canaan és un poble dels Estats Units a l'estat de Connecticut. Segons el cens del 2005 tenia 19.984 habitants.

## Demografia
Segons el cens del 2000, New Canaan tenia 19.395 habitants, 6.822 habitatges, i 5.280 famílies. La densitat de població era de 338,4 habitants/km².
Dels 6.822 habitatges en un 41,7% hi vivien nens de menys de 18 anys, en un 69,2% hi vivien parelles casades, en un 6,6% dones solteres, i en un 22,6% no eren unitats familiars. En el 19,4% dels habitatges hi vivien persones soles el 9,3% de les quals corresponia a persones de 65 anys o més que vivien soles. El nombre mitjà de persones vivint en cada habitatge era de 2,83 i el nombre mitjà de persones que vivien en cada família era de 3,26.
Per edats la població es repartia de la següent manera: un 31,2% tenia menys de 18 anys, un 3,3% entre 18 i 24, un 25,4% entre 25 i 44, un 26,6% de 45 a 60 i un 13,5% 65 anys o més.
L'edat mediana era de 40 anys. Per cada 100 dones de 18 o més anys hi havia 85,7 homes.
Entorn de l'1,4% de les famílies i el 2,5% de la població estaven per davall del llindar de pobresa.